# تيد لارسن
تيد لارسن (بالإنجليزية: Ted Larsen)‏ (و. 1987  م) هو لاعب كرة قدم أمريكية، من الولايات المتحدة، يلعب كمركز ‏.

## التعليم
تعلم في جامعة ولاية كارولاينا الشمالية.